# لي بوم يونغ
لي بوم يونغ (بالكورية: 이범영) (و. 1989  م) هو لاعب كرة قدم، من كوريا الجنوبية، ولد في سول، شارك في الألعاب الأولمبية الصيفية 2012، وكأس العالم 2014، مركز لعبه هو حارس مرمى.

## وصلات خارجية
- لي بوم يونغ على موقع رابطة كرة القدم اليابانية للمحترفين (اليابانية)
- لي بوم يونغ على موقع دوري كوريا الجنوبية (الإنجليزية)
- لي بوم يونغ على موقع قاعدة بيانات كرة القدم.إي يو (الإنجليزية)
- لي بوم يونغ على موقع ناشيونال فوتبول تيمز (الإنجليزية)
- لي بوم يونغ على موقع Soccerway.com (الإنجليزية)
- لي بوم يونغ على موقع عالم كرة القدم.نت (الإنجليزية)
- لي بوم يونغ على موقع اللجنة الأولمبية الدولية (الإنجليزية)
- لي بوم يونغ على موقع أوليمبيديا (الإنجليزية)
- لي بوم يونغ على موقع AS.com (الإسبانية)